# Aktio Group Mostostal Puławy
Aktio Group Mostostal Puławy war ein polnisches Straßenradsportteam.
Die Mannschaft wurde 2010 als Continental Team gegründet. Manager ist Adam Wojewodka, der von den Sportlichen Leitern Sławomir Chrzanowski, Zbigniew Spruch, Roberto Stuppia, Łukasz Swiderski und Gabriele Missaglia unterstützt wird. Seit dem Jahr 2011 wird das Team bei der UCI nicht mehr als Continental Team geführt.

## Saison 2010

### Erfolge in der Europe Tour
| Datum    | Rennen                                      | Kat. | Fahrer       |
| -------- | ------------------------------------------- | ---- | ------------ |
| 30. Juni | 1. Etappe Course de la Solidarité Olympique | 2.1  | Adam Wadecki |

### Mannschaft
| Name               | Geburtstag        | Nationalität | Team 2009                    | Team 2011                    |
| ------------------ | ----------------- | ------------ | ---------------------------- | ---------------------------- |
| Artur Detko        | 18. Februar 1983  | Polen        | DHL-Author                   | Bank BGŻ                     |
| Raffaele Illiano   | 11. Februar 1977  | Italien      | Serramenti PVC Diquigiovanni |                              |
| Piotr Kirpsza      | 27. Mai 1989      | Polen        | Neoprofi                     |                              |
| Marek Konwa        | 11. März 1990     | Polen        | Team Utensilnord             | Milka Trek MTB Racing Team   |
| Jarosław Kowalczyk | 23. April 1989    | Polen        | Neoprofi                     | Wielkopolska Regionalna      |
| Michał Podlaski    | 13. Mai 1988      | Polen        | Neoprofi                     |                              |
| Robert Radosz      | 8. Juli 1975      | Polen        | DHL-Author                   | BDC Team                     |
| Dariusz Rudnicki   | 28. Juni 1981     | Polen        | DHL-Author                   | BDC Team                     |
| Kajetan Skrobich   | 17. November 1988 | Polen        | Neoprofi                     |                              |
| Paweł Sztobryn     | 31. März 1989     | Polen        | Neoprofi                     | Bank BGŻ                     |
| Piotr Sztobryn     | 31. März 1989     | Polen        | Neoprofi                     | Bank BGŻ                     |
| Piotr Typek        | 28. Mai 1989      | Polen        | Neoprofi                     |                              |
| Adam Wadecki       | 23. Dezember 1977 | Polen        | Team Utensilnord             | Aktio Group Mostostal Puławy |

## Platzierungen in UCI-Ranglisten
UCI Europe Tour
| Saison | Mannschaftswertung | Fahrerwertung       |
| ------ | ------------------ | ------------------- |
| 2010   | 79.                | Adam Wadecki (279.) |